# Tetraponera claveaui
Tetraponera claveaui är en myrart som först beskrevs av Santschi 1913.  Tetraponera claveaui ingår i släktet Tetraponera och familjen myror. Inga underarter finns listade i Catalogue of Life.